# کیمیتو (کوبا)
کیمیتو (به اسپانیایی: Caimito) یک منطقهٔ مسکونی در کوبا است که در استان آرتمیسا واقع شده‌است. کیمیتو ۲۳۸ کیلومتر مربع مساحت و ۳۶٬۸۱۳ نفر جمعیت دارد و ۹۵ متر بالاتر از سطح دریا واقع شده‌است.

## خواهرخوانده
شهر Barañáin خواهرخواندهٔ کیمیتو (کوبا) هست.